# Василево (присілок, Дмитровський міський округ)
Васи́лево (рос. Василево) — присілок у складі Дмитровського міського округу Московської області, Росія.

## Населення
Населення — 22 особи (2010; 14 у 2002).
Національний склад (станом на 2002 рік):
- росіяни — 93 %